# Rewolta bostońska (1689)

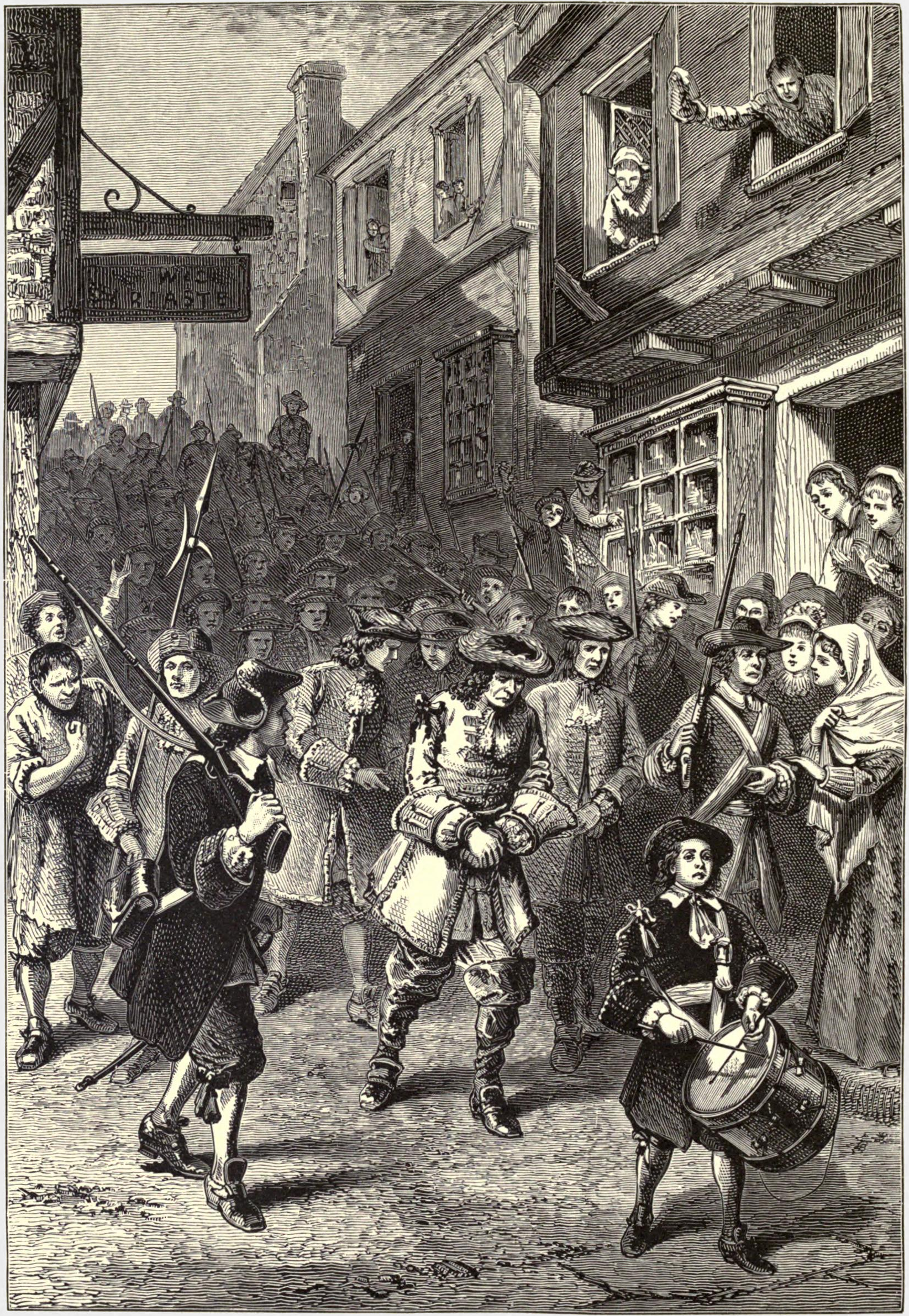
Aresztowanie gubernatora Androsa

Rewolta bostońska z 18 kwietnia 1689 roku – bunt mieszkańców miasta przeciwko rządom Edmunda Androsa znienawidzonego gubernatora tzw. Dominium Nowej Anglii (ang. Dominion of New England). Dobrze zorganizowany „tłum”, składający się z członków lokalnej milicji i zwykłych obywateli, dokonał aresztowania przedstawicieli władz dominium. Wierni Kościoła Anglii, podejrzewani przez purytanów o sprzyjanie rządcom dominium, również zostali przez rebeliantów zatrzymani. Przewrót był bezkrwawy; nikt nie odniósł obrażeń. Przywódcy byłej Massachusetts Bay Colony natychmiast stanęli u steru rządów. W innych koloniach, wcielonych do dominium, usunięci wcześniej członkowie lokalnych rządów również wrócili do władzy.
Andros, mianowany gubernatorem Nowej Anglii w roku 1686, stał się wrogiem lokalnej społeczności po wprowadzeniu, między innymi, restrykcyjnych ustaw zwanych Aktami Nawigacyjnymi, unieważnieniu obowiązujących dotąd tytułów własności ziemskiej, ograniczeniu prawa do zgromadzeń i mianowaniu niepopularnych oficerów armii królewskiej dowódcami oddziałów milicji kolonialnej. Co więcej bostońscy purytanie mieli doń pretensje o faworyzowanie Kościoła Anglii, który − jako odgórnie narzucony − miał wśród kolonistów wyjątkowo złą opinię.

## Podłoże konfliktu
Na początku lat osiemdziesiątych XVII wieku król Karol II Stuart postanowił zreorganizować kolonie Nowej Anglii. Gdy purytanie w roku 1684 odcięli się od królewskich reform Karol unieważnił akt założycielski Massachusetts Bay Colony i zdecydował objąć małe kolonie amerykańskie ściślejszą kontrolą korony. Karol zmarł w roku 1685, ale jego następca, król Jakub II Stuart, podjął jego wysiłki, co zaowocowało utworzeniem dominium Nowej Anglii.
W roku 1686 były gubernator Nowego Jorku, sir Edmund Andros, został mianowany gubernatorem dominium, które utworzono z terytoriów kolonii Massachusetts Bay, Connecticut, New Hampshire i Rhode Island. W 1688 roku jego jurysdykcja rozszerzona została na miasto Nowy Jork oraz zachodnie i wschodnie Jersey.
Mieszkańcy Nowej Anglii od samego początku byli Androsowi przeciwni. Nowy gubernator nie uznawał lokalnego przedstawicielstwa, unieważnił akty własności ziemskiej w Massachusetts (które uzasadniał pierwotny akt założycielski kolonii), ograniczył prawo do zgromadzeń publicznych i czynnie wspierał − w regionie opanowanym przez purytańską większość − Kościół Anglii. Ponadto przeforsował Akty Nawigacyjne zagrażające dotychczasowym swobodom handlowym. Stacjonujące w Bostonie wojska królewskie, których oficerowie byli anglikanami lub katolikami, również nie cieszyły się zaufaniem mieszkańców. Niektórzy oficerowie, uważani za zwolenników gubernatora, źle obchodzili się z milicjantami, którymi przyszło im dowodzić.
Na Wyspach Jakub z dnia na dzień tracił na popularności. Król odstręczył od siebie nawet Torysów, którzy nie mogli zaakceptować jego prób liberalizacji religijnego (w odniesieniu do katolików) prawa karnego i wydanej w roku 1687 deklaracji o pobłażaniu, wprowadzającej swobody religijne, którym przeciwna była hierarchia Kościoła anglikańskiego. Zwiększył wpływy armii, co wielu parlamentarzystów uznało za zamach na ich władzę, a nadto zaczął obsadzać na znaczących stanowiskach w wojsku katolików. Próbował też wprowadzać do parlamentu swych sympatyków w nadziei, że z ich pomocą obali tzw. Ustawę Testową, która dopuszczała do wielu urzędów wyłącznie anglikanów. Gdy w czerwcu 1688 roku narodził się jego syn i potencjalny następca Jakub część wigów i torysów odłożyła na bok wzajemne animozje i zaczęła zamyślać o zastąpieniu Jakuba jego protestanckim zięciem, Wilhelmem Orańskim. Niderlandzki książę, który próbował bezskutecznie nakłonić Jakuba do zmiany swej polityki, zgodził się na przeprowadzenie inwazji na Anglię, skutkiem czego była niemal bezkrwawa rewolucja, jaka miała miejsce w listopadzie i grudniu 1688 roku, osadziła Wilhelma i jego żonę Marię na tronie.
Przywódcy religijni Massachusetts, na czele których stali Cotton i Increase Mather, byli przeciwni władzy Androsa, w związku z czym zgłosili swój sprzeciw do sądu w Londynie. Gdy król Jakub opublikował Deklarację Pobłażliwości Increase Mather wysłał do króla list gratulacyjny i zaczął domagać się od innych, by uczynili to samo. Dziesięciu pastorów poszło za jego radą i zdecydowało wysłać Increase'a do Anglii w celu wywarcia presji przeciwko Androsowi. Mimo prób powstrzymania go przez sekretarza dominium, Edwarda Randolpha (który posunął się nawet do oskarżeń o przestępstwa kryminalne), Mather został przeszmuglowany na pokład statku zmierzającego w kwietniu 1688 roku do Anglii. Wraz z innymi wysłannikami z Massachusetts został przyjęty przez Jakuba, który obiecał w październiku, że wnioski kolonii zostaną uwzględnione. Bezkrwawa rewolucja uniemożliwiła podjęcie stosownych kroków.

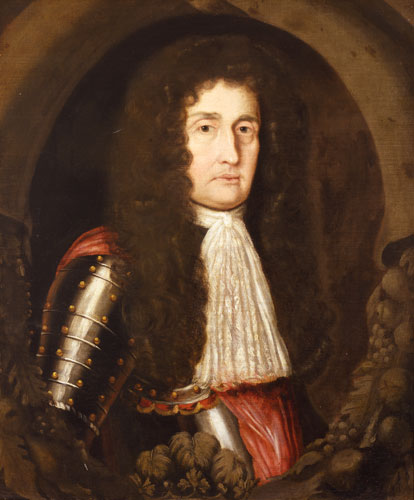
Portret Androsa, mal. Mary Beale

Przedstawiciele Massachusetts wystąpili więc z petycją do nowych władców i do Lordów ds. Handlu (poprzedników ministrów handlu i przemysłu odpowiedzialnych za sprawy kolonii) o odtworzenie aktu założycielskiego kolonii Massachusetts. Mather na dodatek zdołał namówić lordów, by opóźnili powiadomienie Androsa o przewrocie. Wcześniej wysłał list do poprzedniego gubernatora kolonii Simona Bradstreeta, w którym informował, że anulowanie aktu założycielskiego było nielegalne, bowiem winno być „przygotowane zgodnie z wolą ludu”. Informacje o tym, co się stało w Anglii, dotarły do niektórych mieszkańców Bostonu zanim pojawiły się doniesienia oficjalne. John Nelson, kupiec z Bostonu, który brał żywy udział w bostońskiej rewolcie, pisał o tym pod koniec marca.
Pierwsze ostrzeżenie o rewolcie przeciw Androsowi dotarło doń gdy prowadził ekspedycję mającą na celu ufortyfikowanie miejscowości Pemaquid (dzisiejszy Bristol w stanie Maine), co miało zabezpieczyć kolonię przed atakami ze strony Francuzów i Indian. Na początku stycznia 1688/9 roku dostał list od Jakuba, w którym król informował o militarnych przygotowaniach Holendrów. 10 stycznia wydał proklamację ostrzegającą przed protestancką agitacją i zakazującą powstania skierowanemu przeciwko dominium. Siły, którymi dowodził, składały się z regularnych wojsk oraz milicji z Massachusetts i Maine. Kompaniami milicji dowodzili zawodowi wojskowi, którzy ostrą dyscypliną doprowadzili do poróżnienia milicjantów z oficerami. Wzywany na zebrania i otrzymawszy nieoficjalne doniesienia o przygotowaniach do rewolty, Andros wrócił do Bostonu w połowie marca. Milicjanci, wśród których krążyły pogłoski, że zostali wysłani do Maine jako część tzw. „papistowskiego spisku”, zbuntowali się, a ci z Massachusetts podjęli marsz do domów. Gdy na początku kwietnia do Bostonu dotarła kopia proklamacji powiadamiającej o dokonaniu przewrotu pałacowego w Anglii Andros kazał aresztować posłańca, ale wieść się rozeszła i ośmieliła ludność do działania. Andros napisał 16 kwietnia do dowódcy oddziałów zostawionych w Pemaquid, że „między ludźmi panuje poruszenie związane z nadziejami na przywrócenie starej karty praw”, a jednocześnie przygotowywał się do aresztowania powracających dezerterów i odesłania ich z powrotem do Maine. Obawy przed aresztowaniami wzmogły jeszcze napięcie pomiędzy mieszkańcami Bostonu i władzami dominium.

## Przebieg wydarzeń

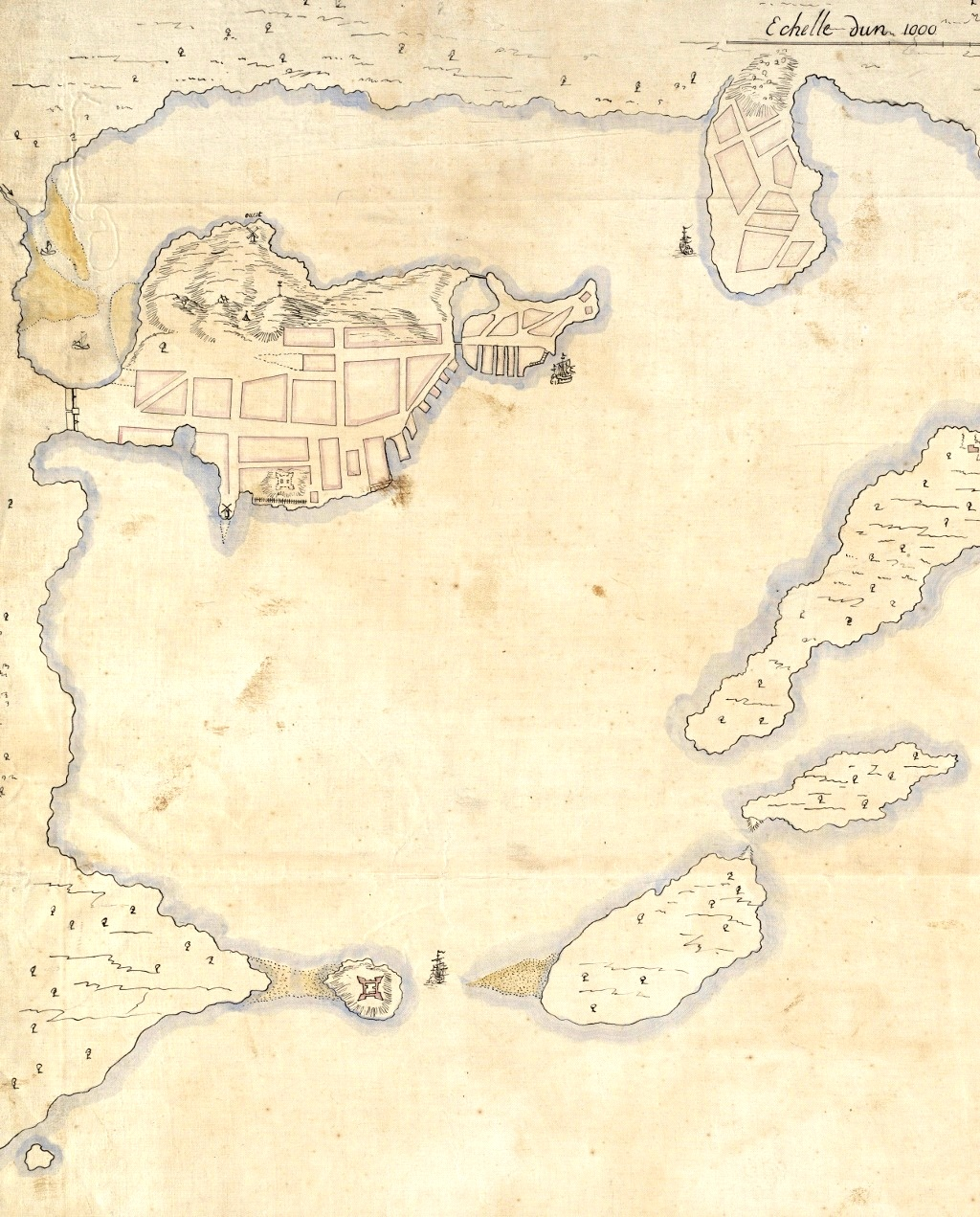
Fragment mapy z roku 1692: półwysep bostoński znajduje się na górze po lewej, Charlestown naprzeciwko po prawej, a Castle Island na dole po lewej. Fort Mary widać w dolnej części półwyspu bostońskiego

Około godziny 5 rano 18 kwietnia kompanie milicji zaczęły zbierać się pod Bostonem, jedne w Charlestown, po drugiej stronie rzeki Charles, drugie zaś w Roxbury, znajdującym się u nasady półwyspu bostońskiego. O godzinie 8 kompanie z Charlestown załadowały się do łodzi i powiosłowały na przeciwległy brzeg rzeki, podczas gdy kompanie z Roxbury ruszyły w górę półwyspu i wkroczyły do miasta z drugiej strony. Jednocześnie spiskowcy z Ancient and Honorable Artillery Company wdarli się do domostw doboszy pułkowych i skonfiskowali ich bębny. Około 8.30 milicjanci, otoczeni rosnącym tłumem mieszkańców, rozpoczęli aresztowania członków władz i oficerów. W końcu oblegli Fort Mary, gdzie znajdowała się kwatera Androsa.
Jednym z pierwszych aresztowanych był komandor John George, dowódca HMS Rose, który zszedł na brzeg po godzinie 9 i zaraz natknął się na pluton milicji i własnego cieślę okrętowego, który przyłączył się do rebeliantów. George domagał się, by pokazano mu nakaz aresztowania, ale w odpowiedzi zobaczył tylko ostrza szpad i powędrował do więzienia. Do godziny 10 większość przedstawicieli władz i oficerów znalazła się pod kluczem, bądź też ratowała się ucieczką do Castle Island lub innych ufortyfikowanych miejsc. Anglikanie bostońscy również zostali wyłapani przez tłum. Koło południa załopotała nad Beacon Hill pomarańczowa flaga, będąca sygnałem dla dalszych 1500 milicjantów, że mogą wkroczyć do miasta. Gdy to się stało wszyscy zgromadzili się na placu targowym w centrum, gdzie odczytana została deklaracja, w której przywódcy spiskowców ogłaszali swe poparcie dla „szlachetnego przedsięwzięcia Księcia Orańskiego” i objaśniali wybuch powstania istnieniem utajnionego „wstrętnego spisku papistowskiego”.
Teraz dawni przywódcy kolonialni Massachusetts, z byłym gubernatorem Simonem Bradstreetem na czele, wezwali Androsa − dla jego własnego bezpieczeństwa (ze względu na obecność tłumu − do poddania się. Andros odmówił i próbował zbiec na pokład HMS Rose, ale wysłaną po niego szalupę okrętową przechwycili milicjanci, więc został zmuszony ponownie schronić się w forcie. Po jakimś czasie zdołano przekonać Androsa, że powinien opuścić fort i spotkać się z przywódcami rebelii. Po zapewnieniu mu osobistego bezpieczeństwa został zaprowadzony, pod strażą, do ratusza. Tam dowiedział się, że liderzy powstania „chcą i muszą wziąć władzę w swoje ręce” i że jest on aresztowany. Następnie zaprowadzono go do domu Johna Ushera, innego przedstawiciela władz dominium, gdzie został osadzony pod strażą.
Ani HMS Rose ani Fort William na Castle Island początkowo nie zamierzały się poddać. Jednak 19 kwietnia, kiedy załoga okrętu dowiedziała się, że dowódca Rose planował skierować okręt do Francji, by przyłączyć się do będącego na wygnaniu Jakuba, na pokładzie doszło do walki, po czym protestanccy członkowie załogi zrzucili takielunek. Gdy zobaczyli to żołnierze stacjonujący na Castle Island, poddali się również.

## Koniec istnienia dominium

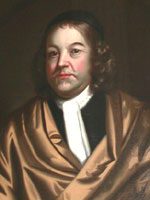
Były gubernator Massachusetts Simon Bradstreet

Gdy tego samego dnia skapitulował Fort Mary, osadzono tam Androsa. Został tam uwięziony z Josephem Dudleyem i innymi przedstawicielami władz dominium, a 7 czerwca przewieziony na Castle Island. Krążyły pogłoski, że próbował ucieczki w kobiecym przebraniu, czemu zaprzeczał anglikański minister z Bostonu, Robert Ratcliff, który twierdził, że ta i inne podobne historyjki „nie opierają się na prawdzie”, lecz są „fałszerstwami i kłamstwami” mającymi na celu „przedstawić gubernatora w odrażającym świetle”. Androsowi udało się uciec z wyspy 2 sierpnia, gdy jego służący przekupił strażników alkoholem. Zbiegł do Rhode Island, ale wkrótce ponownie został schwytany i zamknięty w jednoosobowej celi. Wszyscy aresztowani byli przetrzymywani przez 10 miesięcy, po czym zostali wysłani do Anglii, gdzie mieli stanąć przed sądem, jednak przedstawiciele Massachusetts w Londynie odmówili podpisania dokumentów z zarzutami przeciwko Androsowi, wobec czego został on uniewinniony i zwolniony. W późniejszych latach był gubernatorem Wirginii i Marylandu.
Gdy inne kolonie Nowej Anglii dowiedziały się o obaleniu Androsa, członkowie ich dawnych władz szybko objęli rządy. Rhode Island i Connecticut przywróciły dawne akty założycielskie, a w Massachusetts rządy tymczasowo sprawował komitet składający się z sędziów, przedstawicieli dawnych władz Massachusetts Bay i większości członków rady Androsa. Komitet został rozwiązany gdy niektórzy przywódcy z Bostonu uznali, że radykalni rebelianci mają zbyt wiele władzy. New Hampshire przez jakiś czas w ogóle nie miało rządu i było kontrolowane przez Simon Bradstreet, który występował jako de facto władca kolonii. W Plymouth również przywrócono dawną formę rządów<.